# 阿尔内·奥兰德
古斯塔夫·阿尔内·奥兰德（瑞典語：Gustav Arne Ölander，1902年12月31日—1984年5月13日）是一位瑞典化学家。他于1930年代发现了金镉合金的赝弹性现象，为形状记忆合金相关性质的最早报道。

## 生平
1902年12月31日，奥兰德出生于斯德哥尔摩。1929年，他受聘成为斯德哥尔摩大学物理化学副教授。1936年至1943年，他升任教授并于皇家理工学院传授理论化学和电化学。1943年至1960年，他回到斯德哥尔摩大学教授无机化学和物理化学，此后的8年间，他继续于该校教授物理化学。
1943年，奥兰德成为瑞典皇家工程科学院院士。1943年至1965年，他被选为瑞典皇家科学院诺贝尔委员会秘书。1949年至1971年，他又加入国际纯化学和应用化学联合会委员会，长期从事化学物质命名工作。1955年至1968年，奥兰德当选瑞典国防研究所主任并于1956年被选为瑞典皇家科学院院士。1958年至1965年，他又兼任瑞典国家科学研究委员会主任一职。1965年，奥兰德入选同位素丰度和原子量委员会和诺贝尔化学委员会并担任这些职务直至1974年。